# (172) Baucis
(172) Baucis és un asteroide que forma part del cinturó d'asteroides i va ser descobert per Alphonse Louis Nicolas Borrelly des de l'observatori de Marsella, França, el 5 de febrer de 1877. Baucis, un personatge de la mitologia grega és qui li dona nom.
Baucis orbita a una distància mitjana del Sol de 2,38 ua, i pot allunyar-se'n fins a 2,653 ua. La seva inclinació orbital és 10,03° i l'excentricitat 0,115. Completa una òrbita al voltant del Sol al cap de 1.341 dies.